# ویمار (کالیفرنیا)
ویمار (به انگلیسی: Weimar) یک منطقهٔ مسکونی در ایالات متحده آمریکا است که در شهرستان پلاسر، کالیفرنیا واقع شده‌است. ویمار ۶۸۸ متر بالاتر از سطح دریا واقع شده‌است.